# Ampelocissus dolichobotrys
Ampelocissus dolichobotrys là một loài thực vật hai lá mầm trong họ Nho. Loài này được Quisumb. & Merr. miêu tả khoa học đầu tiên năm 1928.